# Parafia Matki Bożej Częstochowskiej w Kielcach-Niewachlowie
Parafia Matki Bożej Częstochowskiej w Kielcach-Niewachlowie – parafia rzymskokatolicka w Kielcach. Należy do dekanatu Kielce-Zachód diecezji kieleckiej. Założona w 1986. Jest obsługiwana przez księży Salezjanów. Mieści się przy ulicy Batalionów Chłopskich.